# Claude Batho
Pour les articles homonymes, voir Batho.
Claude Bodier, devenue après son mariage Claude Batho (née le 1er juin 1935 à Chamalières et morte le 5 août 1981 à Saint-Cloud) est une photographe française, connue pour ses photos intimistes, ses portraits d'enfants et ses natures mortes.

## Biographie
Après ses études à l'école supérieure des arts appliqués Duperré à Paris, Claude Bodier commence à travailler aux Archives nationales, comme photographe spécialisée dans la reproduction documentaire. C'est là qu'elle rencontre son mari John Batho, lui-même photographe.
En marge de cette activité professionnelle, elle réalise des photos empreintes de sensibilité pour saisir des petits moments de son quotidien — ses enfants, Marie Angèle et Delphine, les lieux et les objets qui l'entourent — qui constituent une sorte de journal intime, qu'elle va commencer à montrer à partir de 1975. Elle publie à cette date un portfolio, intitulé Portraits d'enfants, dont les modèles sont ses deux filles, avec une préface de Jean-Claude Lemagny, conservateur chargé de la photographie contemporaine au département des Estampes et de la Photographie de la Bibliothèque nationale de France.
Antoinette Fouque, militante féministe et figure historique du Mouvement de libération des femmes (MLF), fondatrice des éditions Des femmes, publie 1977, son premier livre — Le Moment des choses — « qui montre l'univers quotidien d'une femme qui se dévoile et se laisse contempler » comme l'écrit Marie Gautier dans la notice qu'elle consacre à Claude Batho dans le Dictionnaire universel des créatrices. Les photos du livres sont exposées cette même année à la galerie Agathe Gaillard, à Paris.

Dans l'article intitulé « Claude Batho, la pharaonne » qu'il a consacré à l'exposition rétrospective présentée au musée d'art moderne de la Ville de Paris en 1982, Hervé Guibert écrit : 

« Si peu de photographes savent photographier ce qu'ils connaissent, et vont chercher des choses inconnues qui en deviennent obtuses, Claude Batho, elle, a photographié les choses de rien, du ménage, de la cuisine, qui ne coupaient pas sa vie de femme. »

Chaque année, à partir de 1956 jusqu'à sa mort en 1981, Claude Batho séjourne dans le hameau de Héry, sur la commune d'Ugine, en Savoie. Au fil des années, au cours de ces séjours, elle réalise des milliers de photographies qui relatent la vie de la communauté paysanne de ce village. À propos de ces photos, elle estime que « ces photographies sont trop proches, trop intérieures pour qu'avec elles je puisse prendre de la distance. Elles sont remplies du temps qui passe, sur les enfants, les gens, les choses. J'ai voulu rendre sensible des instants très simples, en retenir les silences. »
Elle meurt à l'âge de 46 ans des suites d'un cancer.

### Postérité
Quarante ans après la disparition de la photographe, ces images font l'objet d'une exposition au Centre d'art et de rencontres Curiox à Ugine en 2021,, puis l'année suivante au Centre d'art et de photographie de Lectoure, dans le Gers.

En 2022, le critique Fabien Ribery écrit à son sujet : 

« La singularité de Claude Batho est d’avoir su photographier son quotidien le plus immédiat comme s’il s’agissait de moments sacrés à partir d’un point de solitude irrémédiable. »

### Vie privée
Mariée au photographe John Batho, Claude Batho est la mère de deux filles : Marie Angèle et la femme politique Delphine Batho.

## Œuvres
En 2023, la famille Batho fait don à l’État français du fonds photographique de Claude Batho. Celui-ci est affecté à la Médiathèque du patrimoine et de la photographie, service à compétence nationale du ministère de la Culture. Les œuvres de Claude Batho font par ailleurs partie des collections de la Bibliothèque nationale de France et de plusieurs musées, notamment le musée Nicéphore-Niépce de Chalon-sur-Saône, Le Château d'eau - pôle photographique de Toulouse, le Centre national d'art et de culture Georges-Pompidou ou encore le musée d'Art moderne de Paris.
On peut voir, sur le site du Centre Pompidou les œuvres appartenant à ses collections :
- Le Vent dans l'orme (1980) Voir
- Le Plat ovale (1978) Voir
- Poireaux (1980) Voir
- Le Linge mouillé (1981) Voir
- L'Éponge et son image (1980) Voir
- Le Chat à la fenêtre du cerisier (1981) Voir
- Le Dessus de la cheminée (1971) Voir
- Le Rideau de douche (1981) Voir
- Brume aux Annuits (1981) Voir
- La Fenêtre de la grande salle à Hery (1972) Voir
- Le Canapé (1972) Voir

Le site Paris Musées présente les œuvres appartenant aux collections du musée d'Art moderne de Paris :
- Le Couloir, Olette (1970) Voir
- L'Éponge neuve (1980) Voir
- Le Bain (1980) Voir
- Le Papier peint beige (1976) Voir
- La tasse et les deux cuillères (1977) Voir
- La Casserole, Héry (1980) Voir
- Le Chaudron de cuivre, Héry (1972) Voir
- Dernière photographie, Héry (1981) Voir
- Le rêve, Giverny (1980) Voir
- La Photo du père (1977) Voir
- Le Pavillon des Franches-terres (1971) Voir
- Le Chat à la fenêtre du cerisier (1980) Voir
- Le Canapé (1972) Voir
- La Vitre embuée (1971) Voir
- Autoportrait (1980) Voir
- Printemps (1980) Voir
- La Toile cirée neuve (1971) Voir
- Le Rideau de douche (1981) Voir
- Choux-fleur, Paimpol (1978) Voir
- L'Éponge et son image (1980) Voir

## Publications
- 1975 : Portraits d'enfants, préface de Jean-Claude Lemagny, portfolio de 10 photographies limité à dix exemplaires
- 1977 : Le Moment des choses : 36 photographies  (préf. Irène Schavelzon), Paris, Éditions Des femmes (coédition avec les éditions Mazzotta, Italie), 1977, 55 p. (ISBN 2-7210-0101-9)[2]
- 1980 : Claude Batho / Beatrix Von Conta, catalogue d'exposition, musée Nicéphore-Niépce, Chalon-sur-Saône (OCLC 6923035)
- 1982 : Claude Batho, photographe  (préf. Sylviane Heftler), Paris, Éditions Des femmes, 1982 (ISBN 2-7210-0236-8)conçu et mis en forme par John Batho
- 2014 : Claude Batho, co-édition GwinZegal, musée Nicéphore-Niépce, François Cheval
- 2023 : Claude Batho, instants très simples, Contrejour, 184 p.

## Expositions
- 1977 : Galerie Agathe Gaillard, Paris
- 1980 : Musée Nicéphore-Niépce, Chalon-sur-Saône
- 1982 : Rétrospective au musée d'art moderne de la Ville de Paris
- 1993 : « Instants très simples » à l'hôtel de Soubise, Paris
- 2014 : « La poésie de l'intime », musée Nicéphore-Niépce, Chalon-sur-Saône[11],[12]
- 2016 : « Instants très simples » à la Foire internationale de la photo de Bièvres[13]
- 2021 : « Visages et paysages d'en Haut », Curiox, centre d'art et de rencontres à Ugine[14]
- 2022 : « Visages et paysages d'en Haut », Centre d'art et de photographie, Lectoure[15]